# 额琳奇岱青
额琳奇岱青（？—1643年），翁牛特部人，博尔济吉特氏，清朝初年蒙古族官员。
额琳奇岱青原为察哈尔部宰桑。后金天聪八年（1634年）林丹汗兵败后，与多尔济塔苏尔海谋降后金。同年皇太极攻打明朝，至波硕兑、与多尔济塔苏尔海等五宰桑率丁壮七百人及家小二千口归附。被护送至沈阳获厚赏，分隶蒙古正白旗，崇德元年（1636年），授世职二等昂邦章京。崇德三年（1638年），随军攻打明朝，略地山东。崇德六年，围锦州，以功进一等昂邦章京，世袭罔替。崇德八年，卒。順治年間，追諡勤良。其子札木素，襲封。清聖祖即位，加恩来自察哈爾的諸大臣，札木素與內大臣噶爾瑪、散秩大臣沙哩岱等，並賜莊田、奴僕。康熙三年（1664年），授內大臣。康熙六年，卒。乾隆初年，定封一等子。